# Święconka
La święconka (pronunciato  [ɕfjɛnˈt͡sɔnka], letteralmente "benedizione dei cesti pasquali") è una tradizione polacca che consiste nel benedire i cesti pasquali durante il sabato santo, in occasione della Pasqua.
Di antiche origini, essa viene osservata anche dagli emigrati polacchi e dai loro discendenti negli Stati Uniti, in Canada, nel Regno Unito, in Irlanda, in Svezia e in altre aree del mondo dove è presente la diaspora polacca.

## Origini
Rilevata sin dall'epoca altomedievale nella società cristiana, la święconka ha forse origine da un rito pagano. Pare che la tradizione intesa nella sua forma base risalga al VII secolo, mentre la versione più moderna contenente pane e uova (simboli della risurrezione e di Cristo) risalirebbe al XII secolo.

## Usanze

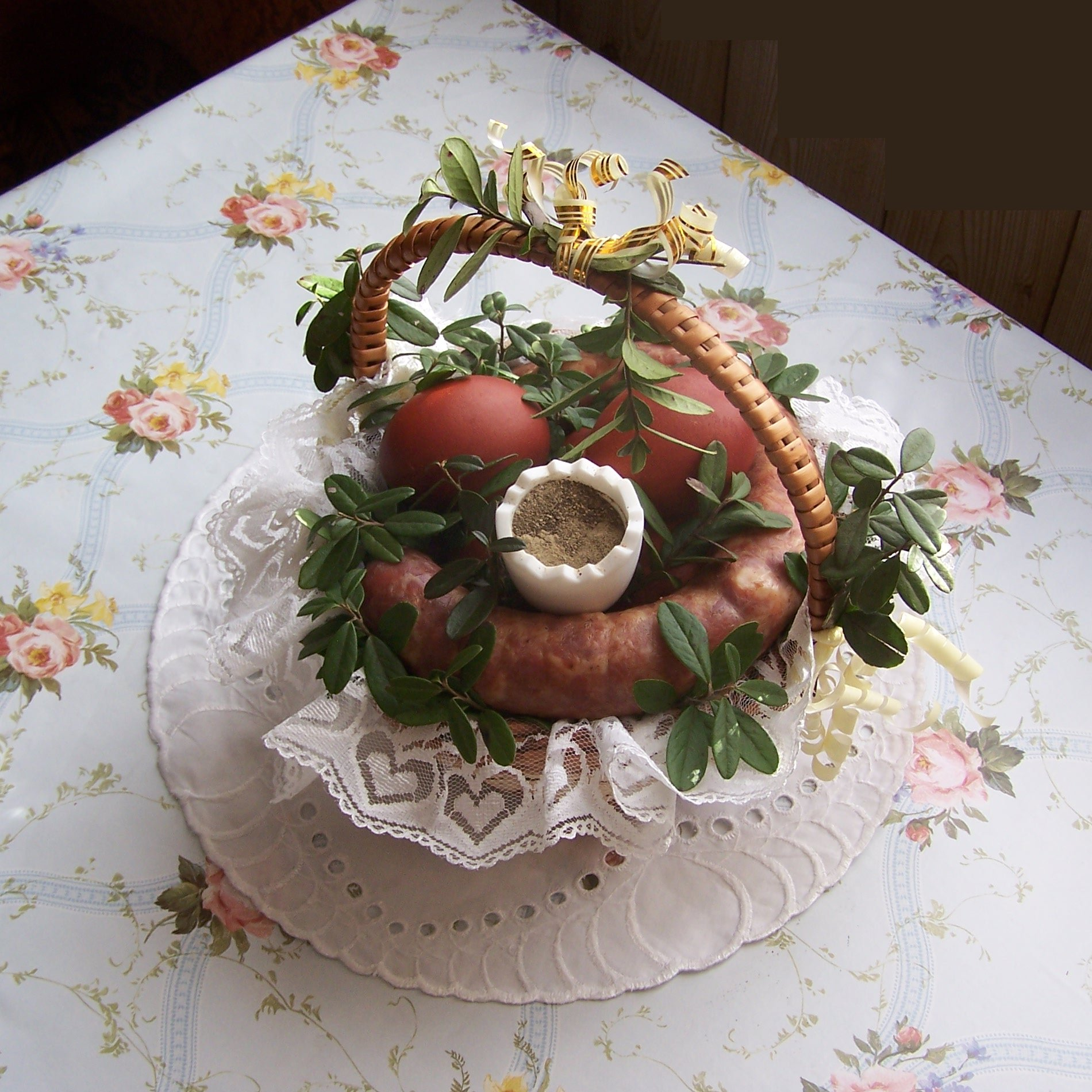
Un tipico cesto in occasione della święconka.

Durante il sabato santo i cestini contenenti un assaggio di cibi pasquali vengono portati in chiesa per essere benedetti. Il cesto è tradizionalmente foderato con un tovagliolo di lino bianco o di pizzo e decorato con rametti di bosso (in polacco bukszpan), il tipico sempreverde pasquale.
Mentre in alcune comunità più rurali il sacerdote visita le case dei fedeli per benedire i cibi, gran parte dei polacchi e dei polaccoamericani si recano in chiesa per pregare presso la tomba del Signore (la quattordicesima e ultima stazione della Via Crucis). Le preghiere di benedizione si suddividono in tre parti e sono rivolte specificamente ai vari contenuti dei cestini: vi sono infatti preghiere speciali per la carne, per le uova, per i dolci e per il pane. Infine, il sacerdote o il diacono asperge i singoli cesti con acquasanta, tradizionalmente usando una spazzola di paglia oppure per mezzo di una bacchetta in metallo. 

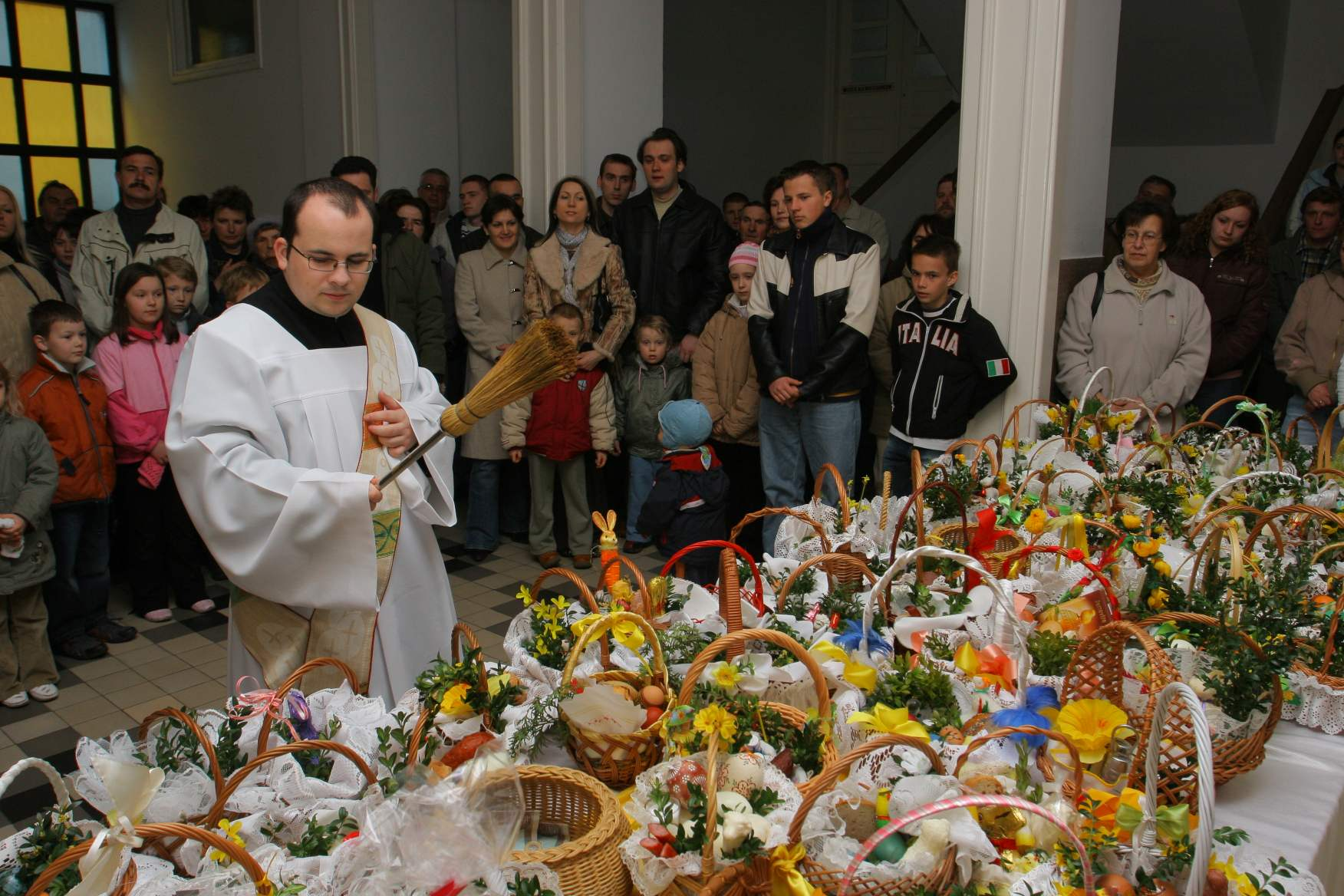
Benedizione dei cesti in una chiesa polacca.

In alcune parrocchie le ceste sono allineate su lunghe tavole, mentre in altre i parrocchiani si incamminano davanti all'altare portando i loro cesti, come se fossero in fila per la Comunione. Le generazioni più anziane di polaccoamericani, discendenti dell'emigrazione dell'inizio del XIX secolo, tendono a benedire quantità di pasti interi, spesso portati nelle sale delle chiese o nelle mense in grandi cesti.
Ogni cibo contenuto nei cesti ha un significato simbolico: ad esempio le uova normali e decorate chiamate Pisanka, che simboleggiano la vita e la risurrezione di Cristo, il pane rappresenta il corpo di Gesù, l'agnello (fatto di burro o pasta) rappresenta Cristo, il sale da cucina la purificazione, il rafano il sacrificio e il salume è simbolo di grande gioia e abbondanza. Include anche una tradizionale torta chiamata babka.
Il cibo benedetto nella chiesa rimane intatto secondo le tradizioni locali fino al sabato pomeriggio o alla domenica mattina.